# Makoto Kano (patinage artistique)
Pour les articles homonymes, voir Kano.
Makoto Kano (en japonais : 加納誠), né le 16 octobre 1966 à Osaka au Japon, est un patineur artistique japonais, double champion du Japon en 1988 et 1989.

## Biographie

### Carrière sportive
Makoto Kano monte six fois sur le podium des championnats du Japon dont deux fois sur la plus haute marche en 1988 et 1989.
Il représente son pays à deux mondiaux juniors (1982 à Oberstdorf et 1983 à Sarajevo), trois mondiaux (1987 à Cincinnati, 1988 à Budapest et 1989 à Paris) et aux Jeux olympiques d'hiver de 1988 à Calgary.
Il participe également à quelques autres compétitions internationales dont sept Trophée NHK.
Il quitte les compétitions sportives après les mondiaux de 1989.

## Palmarès
| Compétition                   | 1982    | 1983    | 1984    | 1985    | 1986    | 1987    | 1988    | 1989    |  |  |  |  |  |  |
| Jeux olympiques d'hiver       |         |         |         |         |         |         | 17e     |         |  |  |  |  |  |  |
| Championnats du monde         |         |         |         |         |         | 11e     | A       | 11e     |  |  |  |  |  |  |
| Championnats du Japon         |         |         | 3e      | 2e      | 2e      | 2e      | 1er     | 1er     |  |  |  |  |  |  |
| Championnats du monde juniors | 6e      | 6e      |         |         |         |         |         |         |  |  |  |  |  |  |
|                               |         |         |         |         |         |         |         |         |  |  |  |  |  |  |
| Autres Compétitions           | 1981/82 | 1982/83 | 1983/84 | 1984/85 | 1985/86 | 1986/87 | 1987/88 | 1988/89 |  |  |  |  |  |  |
| Skate America                 |         |         |         |         |         |         |         | 9e      |  |  |  |  |  |  |
| Skate Canada                  |         |         |         |         | 9e      | 6e      | 6e      |         |  |  |  |  |  |  |
| Coupe d'Allemagne             |         |         |         |         |         |         | 3e      |         |  |  |  |  |  |  |
| Trophée de France             |         |         |         |         |         |         |         | 4e      |  |  |  |  |  |  |
| Trophée NHK                   | 8e      | 7e      |         | 7e      | 8e      | 2e      | 3e      | 5e      |  |  |  |  |  |  |
| Légende : A = Abandon         |         |         |         |         |         |         |         |         |  |  |  |  |  |  |